# Juan José Laborda
Juan José Laborda Martín (Bilbao, 4 de octubre de 1947) es un político, historiador, periodista y profesor español. Actualmente sirve como Consejero electivo de Estado.

## Biografía
Es licenciado en Historia por la Universidad de Valladolid, en Periodismo por la Universidad de Navarra, doctor en Historia por la UNED y profesor de Historia Moderna en la Universidad de Burgos. Es académico correspondiente de la Real Academia de la Historia. Es doctor honoris causa por la Universidad de Burgos. 

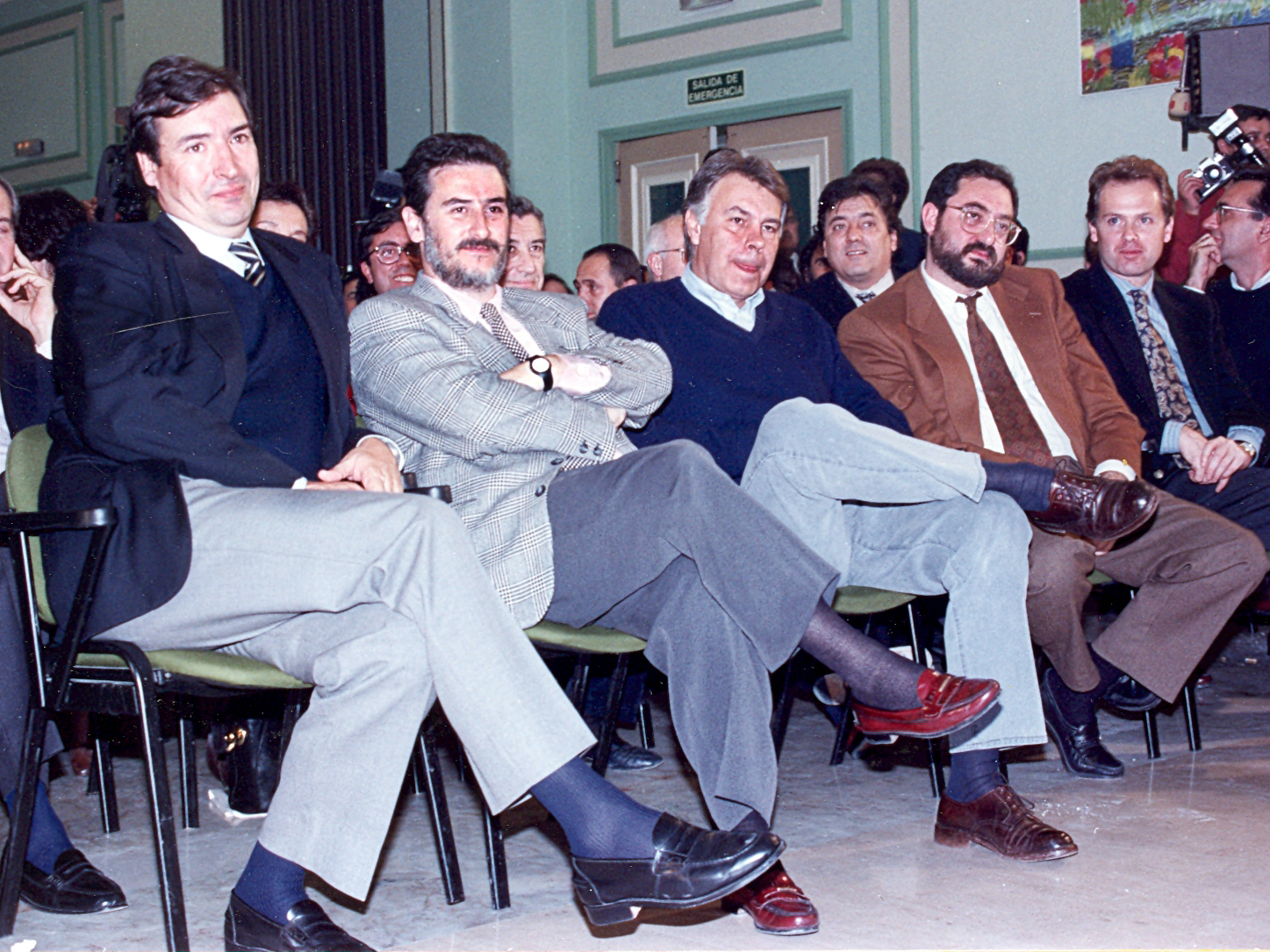
Juan José Laborda (primero por la izquierda) con Felipe González (en el centro) en noviembre de 1992.

Miembro del Partido Socialista Obrero Español, fue elegido Senador por la provincia de Burgos en todas las legislaturas desde 1977 hasta 2004. Fue portavoz del grupo socialista entre 1979-1987 y de nuevo otra vez, entre 1996 a 2004, siendo el parlamentario que más tiempo ha ocupado el cargo de portavoz. Anunció su retirada de la política activa el 21 de noviembre de 2007, el  día que presentaba para su debate la reforma del Estatuto de Autonomía de Castilla y León. También fue él quien, en 1978, formó parte de la Comisión redactora del decreto de preautonomía de Castilla y León aprobado en 1982. Desde el 13 de octubre de 2004, en que sufrió un ictus cerebral, se mantuvo gravemente enfermo hasta primeros de 2005 en que pudo volver, aún con secuelas, a su actividad parlamentaria.
Fue senador constituyente y defendió la economía de mercado como propuesta de la socialdemocracia. Fue miembro del Consejo de Europa desde la incorporación al mismo de España en 1979 hasta 1982. Tras la constitución de la comunidad autónoma de Castilla y León, fue elegido procurador en sus Cortes en la II Legislatura (1987-1991). Ha publicado diversos trabajos sobre historia social de Vizcaya en el siglo XVIII, y sobre el Estado y el patriotismo constitucional en la España actual. Ha publicado en 2012 un estudio histórico titulado: El Señorío de Vizcaya. Nobles y fueros, c.1452-1727, Marcial Pons Historia, Madrid, 2012 y Los antiguos vizcaínos, Marcial Pons, Madrid, 2020. 
Fue Presidente del Senado en dos legislaturas consecutivas (de 1989 a 1996) y llegó a ser el senador con más años en activo en la Cámara Alta. Es consejero electivo del Consejo de Estado. 
Estuvo casado con Ana Martínez (1949-2020) y tienen tres hijos.
Desde 2015 y en la actualidad es director de la Cátedra de Monarquía Parlamentaria de la Universidad de Burgos.

## Cargos desempeñados
- Senador por Burgos (1977-2008).
- Portavoz del Grupo Socialista en el Senado (1979-1987) (1996-2004).
- Secretario general del PSOE de Castilla y León (1985-1990).
- Procurador por Burgos en las Cortes de Castilla y León (1987-1989).
- Portavoz del Grupo Socialista en las Cortes de Castilla y León (1987-1989).
- Presidente del Senado de España (1989-1996).
- Miembro del Consejo de Estado

## Colaborador en prensa
Es un colaborador habitual del Diario de Burgos. Recogió sus artículos en el libro Rumbos en la carta (2007).